# Verestói György (lelkész)
Ifjabb cséri Verestói György (Szilágynagyfalu, 1739. február 3. – Kolozsvár, 1794. szeptember 14.) református lelkész.

## Élete
Veretói György püspök és Incze Zsuzsannának fia. Tanulmányait Kolozsvárt végezte, honnét 1761. június 6-án külföldre indult és ugyanezen év őszén a franekeri egyetem hallgatói közé lépett. 1764. október 7-én érkezett haza s 1765-ben káplán, 1767 augusztusában lelkész lett Kolozsvárt.

## Munkái
- Dissertatio theol.-philologica de duobus philosophorum Aegyptiorum, Mosi olim resistentium, ordinibus. Franequarae, 1764.

### Halotti beszédek
- Viski Anna felett. Kolozsvár, 1769.
- Páldi Székely István felett. Uo. 1769.
- Naláczi Sámuel felett. Uo. 1769.
- Naláczi Dániel felett. Uo. 1770.
- Szegedi Sámuel felett. Uo. 1770.
- Br. Wesselényi Ferencz felett. Uo. 1771.
- Gr. Földvári Ferenczné gr. Kun Erzsébet felett. Uo. 1771.
- Br. Kemény István felett. Uo. 1773. nov. 15., 1776.
- Szatmári Pap Zsigmond felett. Uo. 1773 (latinul).
- Mária Theresia kir. felség felett. Uo. 1780. Ny. 1782.
- Gr. Teleki Ádámné br. Wesselényi Mária felett. Uo. 1785.
- Gr. Bethlen Gergely felett. Uo. 1786.
- Br. Alvinczi Gábor felett. Uo. 1789.

Gyászverseket írt a Baczoni Incze Máténé Bogdányi Sajgó Erzsébet (1757), Csepregi Turkovics Ferenczné Viski Sára (1757) és atyja halálára. A felette tartott halotti beszédek szintén ki vannak adva.